# I Say Yeah!
「I Say Yeah!」（アイ・セイ・イエー）は、2006年10月4日に発売されたPUSHIM, RHYMESTER, HOME MADE 家族, マボロシ, May J.のシングル。

## 概要
- 日本テレビ系『音楽戦士 MUSIC FIGHTER』オープニングテーマ（2006年10月として起用されていた）
- 自身たちが所属するレーベル「NeOSITE」が10周年を迎え、それを記念した所属全アーティスト参加によるアニバーサリー・ソング。
- プロデュースは参加アーティストのRHYMESTER/マボロシのMummy-Dが手がけている。
- カップリングにはHOME MADE 家族のU-ICHIが手掛けた「fickle remix」が収録されている。

## 収録曲
1. I Say Yeah!
2. I Say Yeah! DJ BOBO JAMES RMX
3. I Say Yeah! breakthrough remix
4. I Say Yeah! fickle remix